# طالب مشتاق
طالب مشتاق، (1900-1977)، إداري وسياسي ودبلوماسي عراقي اشترك في ثورة رشيد عالي الكيلاني عام 1941.

## حياته ونشأته
ولد طالب في منطقة الكاظمية ببغداد عام 1900، وكان والده محمد مشتاق أفندي كاتب تحرير في قضاء الكاظمية، درس في المدرسة الإعدادية، وعندما دخل الجيش البريطاني بغداد عام 1917 سافر إلى إسطنبول حيث اكمل دراستهِ، وشارك طالب مشتاق في التجمعات القومية التركية في اسطنبول ضد الغزو اليوناني وألقى خطابًا للجمهور دعا فيه إلى استقلال إزمير. ثم رجع إلى بغداد عام 1919، وافتتح مخزناً لبيع المؤن في سوق بعقوبة، ثم عين في شهر تشرين الثاني 1919 معلما في مدرسة وبعدها كاتباً في نظارة المعارف عام 1920، واعتنق طالب مشتاق القومية العربية وانخرط في الأنشطة القومية بالعراق خلال عقد عشرينيات القرن العشرين، وتدرج في المناصب حتى شغل منصب السكرتير الخاص لوزير المعارف في عهد المملكة العراقية، وفي نفس الوقت درس في مدرسة الحقوق وتخرج منها عام 1923، وعين رئيساً لديوان وزارة المعارف في أيلول 1923، وبعدها شغل منصب الوكيل لمدير المعارف في لواء البصرة عام 1924، ثم عاد لوظيفتهِ السابقة في وزارة المعارف عام 1925، ثم لم يلبث أن نقل مديراً لمعارف منطقة كركوك. وأوفد في بعثة دراسية إلى انكلترا فلما عاد إلى بغداد عين مديراً للمدرسة الثانوية المركزية عام 1927، ثم سكرتير وزير المعارف في 1929، وبعدها شغل منصب مفتش معارف البصرة في نيسان 1931، وبقي في المنصب حتى استقالتهِ في شهر مايس 1931.
انتمى إلى السلك الدبلوماسي في كانون الأول 1931 فعين سكرتيراً للمفوضية العراقية في أنقرة ثم نقل في منصب مدير لدائرة القنصلية بوزارة الخارجية في تشرين ثاني 1935، ثم قنصلاً في بيروت في شهر آب 1937، وأعيد إلى سكرتارية مفوضية أنقرة في آذار 1938، لكنهُ رفض أن يتسلم مهام منصبهِ فأقصي عن الخدمة. وأبعد بعدها إلى قلعة صالح في كانون الأول 1938، ثم اعيد للوظيفة بمنصب مدير عام للمحاسبات في كانون الثاني 1939، ونقل في أيار 1939 مديراً عاماً للدعاية ثم عين قنصلاً عاما في القدس وعمان في آذار 1940، واوفد في أيار عام 1941 إلى طهران للاتصال بالوزير المفوض الألماني وطلب مساعدته لحركة رشيد عالي الكيلاني، فلما عاد إلى بغداد فصل من الخدمة في شهر تموز 1941 نظراً لاشتراكه في ثورة مايس 1941 مع رشيد عالي الكيلاني، واعتقل في شهر تشرين الأول 1941، وظل في السجن في معتقل الفاو والعمارة وسامراء حتى اطلق سراحه في نهاية الحرب العالمية الثانية في حزيران 1945. وبعد اطلاق سراحهِ عين مديراً لفرع البنك العربي في بغداد في تشرين الأول 1945، وظل في المنصب حتى انقلاب 14 تموز 1958.

## اشتراكهِ في ثورة مايس
كان طالب مشتاق أحد رجالات ثورة رشيد عالي الكيلاني وفيها اصدم الجيش العراقي بالقوات البريطانية التي اعادت احتلال بغداد ثانية وهو ما سمي في تاريخ العراق المعاصر بالاحتلال البريطاني الثاني للعراق، وقد اعتقل وفصل من وظيفته وطرد لكن انقلاب 14 تموز 1958 والقائمين بهِ اعادوا لهُ الاعتبار وعوضوه عن فصله بتعيينه سفيرا لجمهورية العراق في أنقرة في تركيا شهر تشرين الأول 1958، وأحيل على التقاعد في عام 1965.

## مؤلفاته
كانت لهُ مؤلفات عدة بعضها مترجم عن اللغة التركية، ومنها:
- كتاب آفات الكحول - مترجم من اللغة التركية وهو من تأليف ساطع الحصري - 1923.
- أيام النكبة - 1937.[5][6]
- أوراق أيامي 1900-1958. (مذكرات شخصية طبع في بيروت سنة 1978).[7]
- مذكرات سفير عراقي في تركية (طبع في بيروت).
- رحلة الأمير عبد الله في الألوية الشمالية - طبع في بيروت 1940.
- مقالات متفرقة في الصحف والمجلات وكانت اول مقالة كتبها في صحيفة تركية سنة 1918 بعنوان لماذا يجب ان نترقى؟

## وفاته
توفي طالب مشتاق في تركيا في شهر شباط 1977.